# Мост в Подновье
Мост в Подновье — запланированный балочный мост через Волгу, между Нижним Новгородом и Бором.
Должен соединить казанское направление автодороги федерального значения М7 и региональную трассу Р159.
Планируемая протяженность с подходами — 6,6 км. Стоимость строительства оценивается в 31 млрд руб, которое предполагается вести в рамках государственно-частного партнёрства. Срок окупаемости проекта 15 лет при стоимости проезда 200 руб.
Первоначально рассматривались два проекта моста: вантовый и балочный. Но из-за кризиса, от вантового моста, стоимость которого больше на 4 млрд рублей, отказались.
В ноябре 2009 года государственная экспертиза одобрила проект балочного моста.
Кроме моста в Подновье в состав Северного обхода Нижнего Новгорода планируется включить: мостовой переход длиной 1500 м по низконапорной плотине в районе Большое Козино.
25 июня 2010 года Валерий Шанцев открыл в юго-восточной части города Бор кольцевую транспортную развязку, которая по плану станет составной частью инфраструктуры нового мостового перехода.
По состоянию на март 2013 года было готово экспертное заключение, однако строительство не начиналось по причине отсутствия финансирования.
20 декабря 2016 года стало известно, что Правительство Нижегородской области не приняло окончательного решения о строительстве моста или тоннеля в Подновье.
19 мая 2017 года стало известно, что  мост в Подновье станет платным.
В ноябре 2017 года стало известно, что проект моста в Подновье заморожен.
В марте 2018 года стало известно, что строительство отложено на неопределённый срок.